# Castilleja del Campo
Castilleja del Campo er en by og kommune i det sydlige Spanien i provinsen Sevilla. Den har et indbyggertal på 612 (2024) indbyggere.